# Scambus oresbios
Scambus oresbios är en stekelart som beskrevs av Baltazar 1961. Scambus oresbios ingår i släktet Scambus och familjen brokparasitsteklar. Inga underarter finns listade i Catalogue of Life.